# 都城市立江平小学校
都城市立江平小学校（みやこのじょうしりつ えひらしょうがっこう）は、宮崎県都城市高崎町江平にある公立の小学校。

## 概要
歴史
1873年（明治6年）創立。現校名となったのは2006年（平成18年）。2023年（令和5年）に創立150周年を迎えた。
校章
旭日章を背景にして、中央に校名の略称である「江小」の文字（縦書き）を配している。
校歌
1959年（昭和34年）に制定。作詞は長嶺宏、作曲は海老原直による。歌詞は3番まであり、各番の歌詞中に校名の「江平」が登場する。
通学区域
都城市高崎町のうち
「塚原・小牧・轟・鵜戸・木下・温水・吉村・炭床」
中学校区は都城市立高崎中学校。

## 沿革
- 1873年（明治6年）8月10日 - 西諸県郡野尻村「野尻小学校分校」として創立。木下寺の前に校舎を設ける。当初は人民共立小学校と名乗った。
- 1881年（明治14年）2月 - 野尻村の分村により、「高崎小学校分校」となる。笛水分教場を設置。
- 1888年（明治21年）4月 - 尋常高崎小学校から分離の上、「簡易江平小学校」として独立。
- 1889年（明治22年）5月1日 - 町村制施行に伴い、北諸県郡6村（東霧島・笛水・江平・前田・縄瀬・大牟田）が合併の上、北諸県郡「高崎村」が成立。
- 1890年（明治23年）9月 - 尋常科（4年制）を設置の上、「尋常江平小学校」に改称。温水原に校舎が完成。轟学区域が分離（轟尋常小学校）。
- 1892年（明治25年）4月 - 「江平尋常小学校」に改称。
- 1902年（明治35年）3月 - 轟尋常小学校を統合。江平字宮の王を校地に選定。
- 1908年（明治41年）4月 - 改正小学校令により、尋常科（義務教育年限）が4年制から6年制に改められる。尋常科5年を新設。
- 1909年（明治42年）
  - 4月 - 尋常科6年を新設。
  - 6月 - 江平村字宮王への校地変更が認可される。
  - 10月 - 校舎が完成。以後、10月6日を学校記念日とする。
- 1919年（大正8年）10月 - 校舎2教室を増築。
- 1924年（大正13年）10月 - 校舎を建築。
- 1929年（昭和4年）8月 - 高等科（2年制）を併置の上、「江平尋常高等小学校」に改称。
- 1930年（昭和5年）2月 - 3教室を増築。
- 1934年（昭和9年）
  - 9月 - 裁縫室を増築。
  - 12月 - 校旗を制定。
- 1940年（昭和15年）2月11日 - 町制施行により、「高崎町」が発足。
- 1941年（昭和16年）4月1日 - 国民学校令施行により、「高崎町江平国民学校」に改称。尋常科を初等科に改める。
- 1945年（昭和20年）
  - 6月 - 7教室を増築。
  - 9月 - 台風により、第3校舎（4教室）が倒壊。
- 1947年（昭和22年）- 学制改革が行われる（六・三制の実施）。
  - 4月1日 - 国民学校の初等科は、新制小学校「高崎町立江平小学校」に改組・改称。
  - 5月8日 - 国民学校の高等科は、青年学校普通科とともに、新制中学校「高崎町立江平中学校」に改組・改称。
- 1949年（昭和24年）3月31日 - 高崎町立江平中学校が高崎町立高崎中学校への統合により、創立わずか2年で閉校。
- 1952年（昭和27年）4月 - 第3校舎（4教室）が増築。
- 1957年（昭和32年）- 運動場を拡張。
- 1959年（昭和34年）12月 - 校歌を制定。
- 1960年（昭和35年）1月1日 - 北校舎（5教室）を増築。
- 1961年（昭和36年）
  - 3月 - 完全給食を実施。
  - 12月 - 管理校舎を増築。
- 1968年（昭和43年）5月 - 北通用門が完成。
- 1969年（昭和44年）
  - 3月 - 体育館が完成。
  - 8月 - 水泳プールが完成。
- 1972年（昭和47年）12月 - 鉄筋コンクリート造2階建て新校舎（6教室）が完成。
- 1973年（昭和48年）10月 - 創立100周年記念式典を挙行。
- 1987年（昭和62年）
  - 2月 - 鉄筋コンクリート造2階建て新校舎（7教室）が完成。音楽室が完成。
  - 3月 - 鉄筋造北校舎を改築。
- 2006年（平成18年）1月1日 - 都城市との合併により、「都城市立江平小学校」（現校名）と改称。
- 2014年（平成26年）
  - 3月 - 北校舎の耐震工事が完了。
  - 9月 - 屋内運動場を解体。
- 2023年（令和5年）11月5日 - 創立150周年記念式典を挙行。

## 交通アクセス
最寄りの鉄道駅
- JR九州 吉都線・えびの高原線「高崎新田駅」

最寄りのバス停留所
- 高崎観光バス「江平小学校」停留所

最寄りの幹線道路
- 宮崎県道414号有水高原線

## 周辺
- 江平農村環境改善センター
- 高崎江平市民広場
- 高崎江平郵便局